# Эвакуация музеев Кремля

Здание управления НКВД по Свердловской области, где хранились во время войны сокровища Кремля.

Эвакуация музеев Кремля — вывоз сокровищ Оружейной палаты и других музеев в Свердловск для сохранения коллекции в период Великой Отечественной войны. Предпринята и осуществлена по личной инициативе коменданта Кремля, комбрига НКВД Николая Кирилловича Спиридонова с 30 июня по 10 июля 1941 года. Коллекция возвращена в Кремль 20 февраля 1945 года, и 17 апреля приняла первых экскурсантов.

## Эвакуация в Свердловск
Уже 22 июня 1941 года Н. К. Спиридонов распорядился закрыть допуск в Кремль для экскурсантов, а 23 июня подписал распоряжение о демонтаже экспозиции и упаковке экспонатов для эвакуации. Первоначально ценности планировалось разместить в безопасных местах на территории Кремля — в Тайницкой башне, подклете Благовещенского собора и других зданиях. Директор музея Н. Н. Захаров организовал работу небольшого коллектива, в который вошли контролёр Е. А. Ефимов, научный работник Н. В. Гордеев, экскурсоводы В. С. Валуев, А. А. Гончарова (Старухина), К. П. Наумова, Е. А. Крестьянникова, реставраторы А. П. Клюйкова, А. Н. Кривцов, зав. учётом М. А. Кирильцева, делопроизводитель О. С. Владимирова, вахтёр и несколько технических сотрудников — уборщиц. Им постоянно помогала рота солдат Кремлёвского гарнизона, откомандированная комендатом. Захаров имел технический склад ума и буквально по шагам расписал, кто и что должен делать, обеспечив тем самым упаковку экспонатов в кратчайшие сроки.
С ухудшением обстановки на фронте 30 июня Н. К. Спиридонов принял самостоятельное решение об эвакуации сокровищ Московского Кремля на Урал. Директору музея Захарову в тот же день было выдано предписание отбыть с самыми ценными экспонатами из Москвы. Эвакуация должна была проводиться скрытно, конечный пункт направления не был указан даже в путевом листе. Ящики с несметными сокровищами можно было отличить лишь по форме и порядковому номеру. Директору музея вручили документ: «Просьба ко всем органам НКГБ и НКВД в пути следования оказывать тов. Захарову Н. Н. всемерное содействие».
В 10 часов вечера три пульмановских вагона с экспонатами отбыли с Северного (Ярославского) вокзала Москвы. Груз сопровождали А. В. Баянов, Е. А. Ефимов, Н. В. Гордеев, О. С. Владимирова, охрану вагонов осуществляли красноармейцы. В ночь на 5 июля вагоны благополучно прибыли в Свердловск, хотя по пути следования из-за повреждения пола в одном из вагонов состав остановили для ремонта, а потом снова отправили в путь.
Через три дня В. С. Валуев доставил на Урал вторую группу экспонатов, а 10 июля А. А. Старухина (Гончарова) прибыла в Свердловск с последней партией экспонатов. Всего на Урал прибыло 75 % экспонатов Оружейной палаты. Их встречали и разгружали курсанты Свердловской школы управления НКГБ.
В Москве остались коллекция экипажей, упаковка и транспортировка которых из-за больших размеров в тех условиях была невозможна, и большая часть икон из кремлёвских соборов из-за сложности демонтажа иконостасов.
С 30 июня по 2 июля 1941 года силами специальной команды полка специального назначения была организована эвакуация в Свердловск ценностей Гохрана.
4 июля 1941 года специальная группа Управления комендатуры Московского Кремля организовала эвакуацию тела В. И. Ленина из Москвы в Тюмень.

## Работа музея в Свердловске
Экспонаты были размещены в небольшом помещении (около 154 кв. метров) в подвале здания Управления НКВД на ул. Ленина. В течение июля все упаковочные ящики были вскрыты эвакуировавшимися сотрудниками, экспонаты сверены с поящичными описями. 4 августа Н. Н. Захаров отправил Н. К. Спиридонову рапорт о доставке и размещении предметов. Он предложил дополнительно организовать эвакуацию в Свердловск самых ценных икон и утвари соборов, а также попросил прислать дополнительные упаковочные материалы для более тщательной упаковки ценностей и их хранения, что было сделано до конца 1941 года. Впоследствии Захаров несколько раз выезжал в Москву, чтобы вывезти оттуда ещё около семисот ценных экспонатов коллекций, в основном икон. Оставшиеся в Москве экспонаты Оружейной палаты всю войну находилась под присмотром реставратора тканей М. Г. Баклановой и вахтёра Ф. М. Барашкова.
В эвакуации команда Н. Н. Захарова занялась сличением экспонатов с научными описями и материалами Комиссии по проверке деятельности Оружейной палаты 1939—1940 годов и создала полную охранную опись музеев Кремля, сохранившую свою научную ценность до наших дней. Одновременно музейные работники реставрировали трофеи Полтавской битвы, коронационное платье императрицы Елизаветы Петровны с пятиметровым шлейфом.
Бытовые условия сотрудников были такими же, как у многих эвакуированных: вначале их разместили в бараках на окраине города, в 1943 году поселили в Городке чекистов. В 1942 году эвакуированные получили участки земли для подсобных хозяйств и огородов, на которых в основном сажали картофель.
Уже к весне 1942 года сотрудники музея начали подготовку к восстановлению экспозиции после реэвакуации в Москву: создавали планы работ, макеты и художественные проекты музейных экспозиций и отдельных витрин, тексты экскурсий. Планируя работы, чётко определяли время, необходимое для их выполнения, что позволило в сжатые сроки (за два месяца) восстановить экспозицию.
В Свердловске сотрудники музея освоили огнестрельное оружие, собирали деньги для эвакуированных из Нальчика детей и в Фонд обороны, сдавали кровь для раненых, помогали в госпиталях и читали лекции по искусству.

## Возвращение коллекций
В 1944 году началась подготовка к возвращению коллекций в Московский Кремль. Экспонаты группировали так, чтобы можно было восстанавливать экспозицию зал за залом. Н. Н. Захаров продумал даже такие мелочи, как приобретение брезентовых рукавиц для грузчиков, аптечки на случай травм и деревянный настил для перемещения ящиков, который предохранял бы мраморный пол Кремля.
20 февраля 1945 г. эшелон из Свердловска прибыл в Москву, чтобы к 15 апреля музеи могли принять посетителей. Сотрудники музея трудились по 10-12 часов в день, чтобы выполнить огромный объём работ. 17 апреля 1945 года Оружейную палату посетили первые экскурсанты — военнослужащие Кремлёвского гарнизона, помогавшие при эвакуации и возвращении сокровищ.
В июне 1945 года Оружейная палата принимала участников парада Победы, Героев Советского Союза, военачальников, в том числе будущего президента США генерала Д.Эйзенхауэра. Бесценные памятники истории и декоративно-прикладного искусства были сохранены для потомков благодаря воле и решительности Н. К. Спиридонова и самоотверженной работе музейных работников.